# Wonderful Days (T-SQUAREのアルバム)
『Wonderful Days』（ワンダフルデイズ）はT-SQUARE34枚目のアルバム。
2008年5月21日リリース。

## 解説
スクェア34枚目のオリジナルアルバム。
T-SQUAREデビュー30周年記念 「T-SQUARE SUPER BAND」名義で、当時在籍メンバー4人に加え、和泉宏隆、田中豊雪、則竹裕之、須藤満、宮崎隆睦が参加。また初代ドラマーのマイケル河合もプロデュースとパーカッションで参加している。
1曲目「Islet Beauty」は日本マクドナルド「プレミアムローストアイスコーヒー」CM曲として使用。伊東たけしを中心にメンバー4人全員CMに出演した。
7曲目「Sweet Catastrophe」は坂東慧がドラム以外にキーボードを演奏、河野啓三がピアノ以外にCDJ（ディスクジョッキー用のCDプレーヤー）を使用。
安藤正容は、今作から表記をひらがなの「安藤まさひろ」から本名に変更した。

## 収録曲
曲により参加メンバーが異なるため併記する。
1. Islet Beauty - 伊東たけし作曲
安藤、伊東、田中、河野、坂東
2. Anthem - 田中豊雪作曲
安藤、伊東、田中、河野、則竹、坂東
3. Calera - 河野啓三作曲
安藤、伊東、宮崎、須藤、和泉、河野、則竹
4. Seeking The Pearl - 河野啓三作曲
安藤、伊東、田中、河野、坂東
5. Wonderful Days - 和泉宏隆作曲
安藤、伊東、須藤、和泉、河野、則竹
6. Blues For Monk - 安藤正容作曲
安藤、田中、河野、則竹
7. Sweet Catastrophe - 坂東慧作曲
安藤、伊東、須藤、河野、坂東
8. Freckles - 和泉宏隆作曲
安藤、伊東、宮崎、須藤、和泉、河野、坂東
9. System Of Love - 安藤正容作曲
安藤、伊東、田中、河野、坂東
10. Missin' You - 坂東慧作曲
安藤、宮崎、須藤、和泉、河野、坂東

## ミュージシャン
- T-SQUARE SUPER BAND
  - 安藤正容 -  Acoustic Guitar, Electric Guitar, Programming
  - 伊東たけし - Alto Sax, Flute, EWI
  - 宮崎隆睦 - Alto Sax, Tenor Sax, Soprano Sax
  - 田中豊雪 - Electric Bass
  - 須藤満 - Electric Bass
  - 和泉宏隆 - Acoustic Piano, Programming
  - 河野啓三 - Keyboards, Acoustic Piano, Organ, Fender Rhodes, CDJ, Programming
  - 則竹裕之 - Drums
  - 坂東慧 - Drums, Percussion, Keyboards, Programming

- Guest Musicians
  - マイケル河合 - Percussion (Track-3,6,8,9), Voice(Track-9)
  - 仙道さおり - Percussion (Track-1)
  - 村田陽一 - Trombone (Track-1)
  - 竹野昌邦 - Tenor Sax (Track-1)
  - ルイス・バジェ - Trumpet (Track-1)